# Over the Hedge
Over the Hedge (Nederlandse titel: Beesten bij de buren) is een Amerikaanse computeranimatiefilm uit 2006, gebaseerd op een stripverhaal. De film werd geregisseerd door Tim Johnson en Karey Kirkpatrick, en geproduceerd door Bonnie Arnold. De film ging in première op 19 mei 2006 in de Verenigde Staten.
De film werd geproduceerd door DreamWorks Animation en gedistribueerd door Paramount Pictures. De soundtrack van de film werd gemaakt door Ben Folds.

## Verhaal
GJ is een wasbeer. Hij leeft alleen, en heeft geen voedsel. Hij besluit eten te stelen bij de zwarte beer Vincent, die op dat moment nog in een diepe winterslaap zit. Wanneer hij een hele kar met voedsel heeft volgeladen, maakt hij te veel lawaai, waardoor Vincent wakker wordt. GJ is van plan de kar met eten bij Vincent te laten, waardoor hij geen straf van de beer zal krijgen. De kar rijdt echter naar beneden de weg op, waarna een busje de kar omver rijdt. Na een discussie zijn ze overeengekomen dat de beer nog een week gaat slapen, maar voordat hij wakker is, moet al het eten weer terug zijn.
GJ gaat op pad, en hij komt een groepje dieren tegen, onder leiding van een schildpad genaamd Freek. Hij gaat samen met hen naar de bewoonde wereld, om bij de mensen al het eten te stelen voor de beer. De dieren denken echter dat ze het eten legaal voor henzelf bij de mensen terughalen. GJ wordt als een held ontvangen, en Freek telt niet meer mee voor de dieren. Freek is daarom van plan om al het eten weer bij de mensen terug te bezorgen.
De mensen in de bewoonde wereld schakelen een dierenspecialist in, om alle dieren te vangen. De dierenspecialist legt een speciale illegale installatie aan, om elk dier dat zich in het huis of de tuin bevindt, op te sluiten. Toch wil GJ het eten halen, want de volgende dag moet de beer zijn voedsel hebben. Het lukt ze om een kar vol met eten te stelen en het mee het bos in te nemen. De dieren worden echter gesnapt door de dierenspecialist, en meegenomen met een busje. GJ bezorgt het eten bij Vincent de beer.
Dan ziet GJ het busje waarin de dieren zitten. Hij besluit de kar vol met eten opnieuw van de berg te laten rollen, om de bus tot stoppen te dwingen. Vincent de beer wordt weer woest op GJ, maar GJ weet de dieren dankzij zijn list te bevrijden. Vincent wordt gevangen door de dierenspecialist, en GJ en de dieren leven voortaan samen. Ondertussen zijn GJ en Freek elkaars beste vrienden geworden.

## Stemmen
De personages in de film werden ingesproken door:
- Bruce Willis - GJ de wasbeer
- Garry Shandling - Freek de schildpad
- Steve Carell - Hammy de rode eekhoorn
- William Shatner - Ozzie de buidelrat
- Avril Lavigne - Heather, de dochter van Ozzie
- Wanda Sykes - Stella het stinkdier
- Nick Nolte - Vincent de zwarte beer
- Allison Janney - Gladys Sharp
- Thomas Haden Church - Dwayne LaFontant, de dierenspecialist
- Eugene Levy - Lou het stekelvarken
- Catherine O'Hara - Penny, de vrouw van Lou
- Sami Kirkpatrick - Bucky, het kind van Lou en Penny
- Shane Baumel - Spike, het kind van Lou en Penny
- Madison Davenport - Quillo, het kind van Lou en Penny
- Brian Stepanek - Nugent de Rottweiler
- Omid Djalili - Tiger de Perzische kat
- Zoe Randol
- Jessica Di Cicco - Shelby
- Debra Wilson - Debbie
- Sean Bishop - politieofficier
- Jeannie Elias - Janis
- Kejon Kesse - Timmy
- Paul Butcher - de skater
- Sean Yazbeck - BBQ Barry
- Geoffrey Pomeroy
- Joel McCrary
- Lee Bienstock
- Overige stemmen zijn van Steve Alterman, Kirk Bailey, Jessie Flower, Nicholas Guest, David Hiller, Bridget Hoffman, Sandy Holt, Talula Holt, Erin Lander, Jordan Orr, Michelle Ruff, Greyson Spann, Marcelo Tubert en Ariel Winter.

### Stemmen in de Nederlandse versie
- Erik van Muiswinkel - GJ
- Victor van Swaay - Freek
- Dieter Jansen - Hammy
- Nurlaila Karim - Stella
- Edwin de Vries - Lou
- Monique van de Ven - Penny
- Hans Croiset - Ozzie
- Kim-Lian van der Meij - Hester
- Marcel Jonker - Vincent

### Stemmen in de Vlaamse versie
- Stany Crets - GJ
- Tom Van Dyck-Freek
- Sven De Ridder
- Katerine - Heather, de dochter van buidelrat Ozzie
- Roland Ramaekers

## Achtergronden
- De film werd goed ontvangen door filmcritici. Op RottenTomatoes.com heeft de animatiefilm een score van 75%.
- Op 19 juli 2006 had de animatiefilm in totaal 240 miljoen dollar opgebracht. In Nederland kwam de animatiefilm binnen op nummer 1.
- De animatiefilm zou oorspronkelijk al in november 2005 in première zijn gegaan.
- De animatiefilm was het animatiefilm debuut voor popster Avril Lavigne.
- Jim Carrey zou aanvankelijk de stem van RJ inspreken. Dit is uiteindelijk Bruce Willis geworden.
- Op 9 mei 2006 kwam het videospel van Over the Hedge uit.
- In de animatiefilm doet de schildpad Verne zijn schild regelmatig af. Schildpadden kunnen hun schild echter helemaal niet af doen. Ook heeft de schildpad tanden, terwijl hedendaagse schildpadden ook helemaal geen tanden meer hebben,
- In de animatiefilm is te zien dat er onzichtbare infraroodstraling is om dieren te detecteren. Later in de animatiefilm zijn de stralen ineens weer zichtbaar.
- Over the Hedge is de eerste animatiefilm van Dreamworks Animation na Madagascar (2005).